# Мухаммад Діпатуат Кударат
Мухаммад Діпатуат Кударат (1581 — 1671) — 7-й султан Магінданао в 1619—1671 роках, султан Сулу в 1645—1648 роках (як Насир уд-Дін II). Діпатуат Кударат є прізвиськом, що перекладається як «Владний господар». Повне ім'я Мухаммад Насир уд-Дін.

## Життєпис
Син султана Лаут Буісана. Посів трон 1619 року. Спрямував зусилля на підкорення усього острова Мінданао, відновивши давню суперечку з султанатом Буаяном. Обидві сторони попросили допомоги у Голландської Ост-Індської компанії, яка вирішила залишатися нейтральною, але попередила їх, що війна була лише на користь іспанців. війна тривала до 1621 року, але завершилася без певного результату.
Згодом вступив у протистояння з іспанською владою на острові Лусон, почавши з ними боротьбу за Вісайські острови. 1622 року здійснив напад на о. Себу, де захопив іспанську гармату. За цим Мухаммад Діпатуат Кударат відновив війну з султанатом Буаяном. 1625 року втрутився у боротьбу в державі Сарангані (на півдні Мінданао), де яку 1626 року захопив й приєднав до свого султанату.
1627 року Мухаммад Діпатуат Кударат уклав мирний договір з Раджою Сілонгою, дату Буаяна, спрямованим проти іспанців. 1628 року вів перемовини про долучення до цього союзу Голландської Ост-Індської компанії, але через те, що голландці планували скористатися складнощами султана для розширення власного впливу на Мінданао, угоду не було укладено. Водночас султан підтримав повстання населення Караги (північний схід Мінданао) проти іспанців, яке тривало 2 роки.
У 1632 році одружився з Панг'ян Ампай, донькою султана Сулу, чим встановив міцний союз між двома султанатами. 1634 року спільно з племенами таусугів і флотом Сулу (разом склало 1,5 тис. човнів) атакував іспанський редукціон (місіонерський центр) Дапітан на півострові Замбоанга. У відповідь іспанці 1635 року звели тут форт Сан-Хосе, захопив сулуанське місто Хамбанган. 1636 року війська султана зазнали поразки від іспанців на чолі із генералом Себастьяном Уртадо де Коркуера, втративши декілька фортець (кота) на Мінданао. 1637 року впала столиця Ламітан, де захоплено скарбницю султана, 8 бронзових гармат, 27 лантаків (переносних маленьких гармат) і 100 мушкетів пограбовано і спалено мечеті. Сам султанат зазнав поранення, відступивши до регіону Бутіг.
1638 року Мухаммад Діпатуат Кударат відновив військо, почавши партизанську війну, нападаючи на форти та комунікації іспанців, яків цей час почали війну проти султанату Буаяну. 1639 року діяв спільно з племенами маранао, відбивши напад іспанців, завдавши тим поразки біля озера Ланао. В подальшому активно сприяв повній ісламізації маранао.
Переніс столицю до міста Сімуай, звідки продовжив війну з іспанцям. 1642 року відбив їх спробу захопити цю столицю. 1645 року уклав мирний договір з іспанцями, за яким визнано владу Мухаммада над землями від річки Сібугай до затоки Тагалук (сучасна затока Давао), Букіднон і частина теперішнього Кагаян-де-Оро увійшли до сфери його впливу, домовлено про взаємну торгівлю, а також надано дозвіл єзуїтам будувати церкви в столиці султанату. Того ж року за невідомих обставин зайняв трон султанату Сулу, але вже у 1648 року повернув його своєму тестю Муваллілу Васіту I. У 1649 року почалися нові суперечки з іспанцями.
1655 року султан відмовився приймати єзуїтських місіонерів через їх поведінку. Були взаємні звинувачення в недобросовісності щодо повернення полонених і гармати. При цьому султан діяв спільно з правителем Буаяну. За цих умов Мухаммад Діпатуат Кударат звернувся щодо посилення союзів до султанатів Гова, Бруней і Тернате, плануючи оголосити джихад іспанцям.
1658 року почалася війна, де спочатку султана Магінданао відбив іспанських напад, а потім вигнав іспанців з долини річки Пулангі. Того ж року султанські війська пограбували острови Міндоро, Бохоль і Лейте. В подальшому діяв спільно з султанатами Тернате і Бруней. 1662 року змусив іспанців залишити свої форти на півострові Замбоанга, 1663 року султан приєднав ці землі до своїх. Місцеве населення було наверне до ісламу.
Помер у 1671 році. Йому спадкував син Дунданг Тідулай.

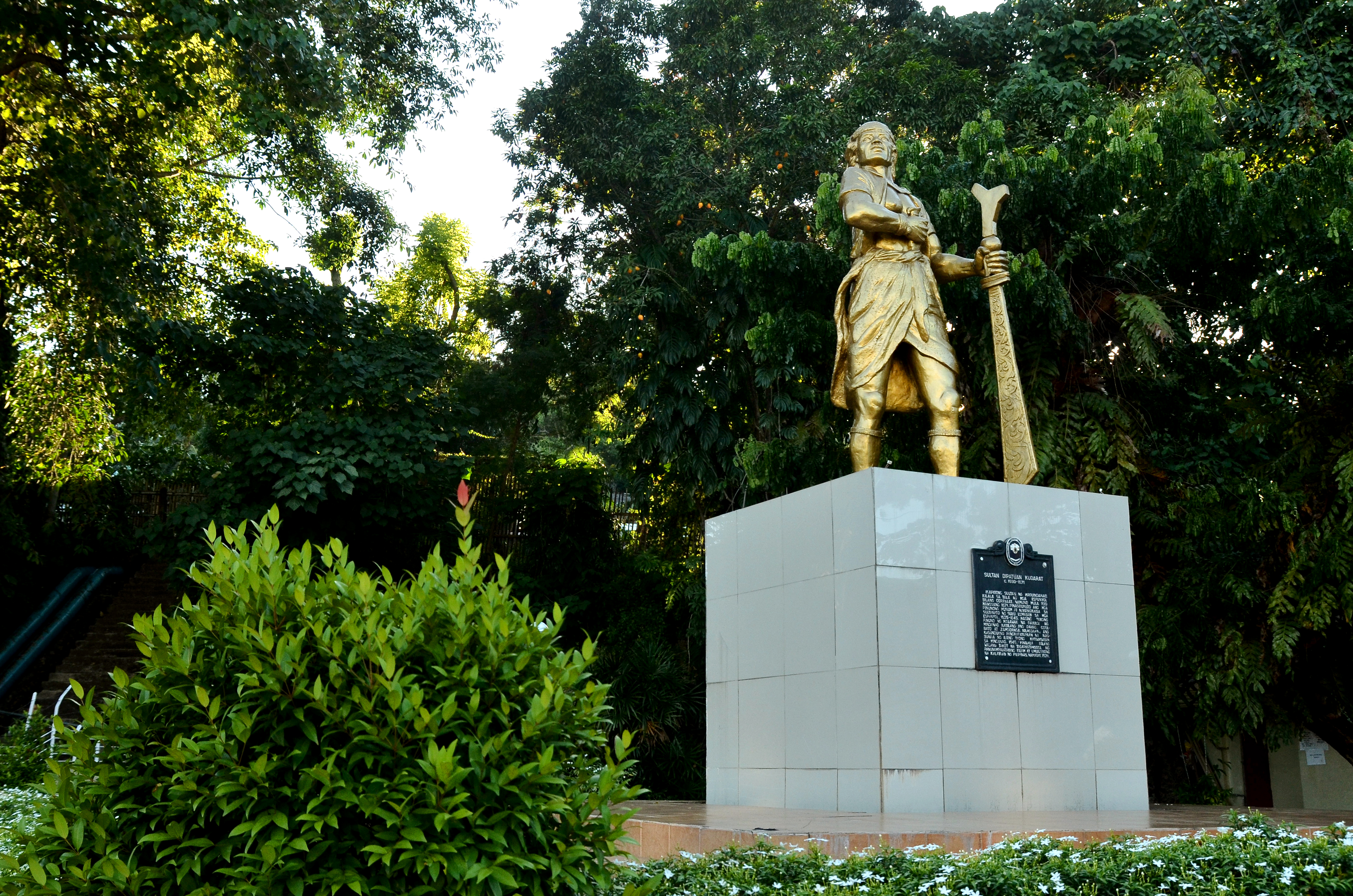
Пам'ятник Султану Діпатуату Кударату у місті Котабато-Сіті

## Пам'ять
На його честь названо філіппінську провінцію Султанат-Кударат.

#### Монументи
Йому встановлено погруддя у Парку Рісаль міста Маніла.
Пам'ятники у містах Котабато-Сіті та Макаті (Філіппіни).